# جزیرهٔ أبوعلی
جزیره ابوعلی ( عربی: جزيرة أبو علي) یکی از جزایر کشور عربستان سعودی در خلیج فارس است که در نزدیکی شهر الجبیل، در استان شرقی این کشور واقع شده است. این جزیره حدود ۵۹٫۳ کیلومتر مربع مساحت دارد و در فاصله‌ای نزدیک، حدود ۴٫۵ مایل دریایی از ساحل قرار گرفته است. جزیره ابوعلی از جمله جزایر مسکونی عربستان محسوب می‌شود و دارای یک باند فرودگاه کوچک به نام فرودگاه ابوعلی است.

## موقعیت جغرافیایی و اهمیت
موقعیت جغرافیایی این جزیره در شمال‌غربی شهر الجبیل، جایگاه ویژه‌ای به آن بخشیده است. نزدیکی به مراکز صنعتی و زیرساخت‌های مهم ساحلی، نقش مهمی در افزایش اهمیت اقتصادی و استراتژیک آن ایفا کرده است.

## پیشینه تاریخی
در گذشته، آب‌های اطراف جزیره ابوعلی محل اصلی غواصی و صید مروارید بود؛ فعالیتی که قرن‌ها بخشی از فرهنگ و معیشت ساکنان منطقه به شمار می‌رفت.

## وضعیت امروزی
امروزه جزیره ابوعلی به عنوان یکی از مهم‌ترین مناطق نفت‌خیز در پادشاهی عربستان شناخته می‌شود. همچنین وجود باند پرواز، رفت‌وآمد به جزیره را برای کارکنان و مأموران مرتبط با صنایع نفتی تسهیل کرده است.